# Грегори (Јужна Дакота)
Грегори (енгл. Gregory) град је у америчкој савезној држави Јужна Дакота.

## Демографија
По попису из 2010. године број становника је 1.295, што је 47 (-3,5%) становника мање него 2000. године.
| Група             | 2000.         | 2010.         |
| Белци             | 1.277 (95,2%) | 1.164 (89,9%) |
| Афроамериканци    | 0 (0,0%)      | 2 (0,2%)      |
| Азијати           | 1 (0,1%)      | 8 (0,6%)      |
| Хиспаноамериканци | 12 (0,9%)     | 11 (0,8%)     |
| Укупно            | 1.342         | 1.295         |